# Marie-Madeleine Postel
Marie-Madeleine Postel, nascuda Julie-Françoise-Cathérine (Barfleur, Normandia, 28 de novembre de 1756 - Saint-Sauveur-le-Vicomte, 16 de juliol de 1846) fou una religiosa normanda, fundadora de la congregació religiosa de les Germanes de les Escoles Cristianes de la Misericòrdia. És venerada com a santa per l'Església Catòlica.

## Biografia
Era filla de Jean Postel i Thérèse Levallois, humils pescadors. S'educaà al monestir de monges benedictines de Valognes i tornà al poble el 1776; llavors, hi obrí una escola gratuïta per a noies joves, perquè aquestes també hi poguessin aprendre.
Durant la Revolució Francesa, va ajudar nombrosos religiosos a marxar a refugiar-se a Anglaterra i va organitzar una comunitat clandestina de fidels. En 1798 va entrar en el Tercer Orde Franciscà Secular, prenent el nom de Maria Magdalena.
Després de 1801, ja aprovat el concordat entre França i la Santa Seu, va tornar a crear escoles cristianes, inspirades en el model dels lasal·lians. A partir d'aquesta tasca, va formar una congregació religiosa dedicada a l'ensenyament: les Germanes de les Escoles Cristianes de la Misericòrdia, el 1807.
El 1803, havia començat a restaura l'antiga abadia benedictina de Saint-Sauveur-le-Vicomte, i hi establí la casa mare del nou institut. Hi visqué i morí el 1846.

## Veneració
Pius X la beatificà el 17 de maig de 1908: fou canonitzada el 24 de maig de 1925 per Pius XI. La seva festivitat és el 16 de juliol.